# Kașrut

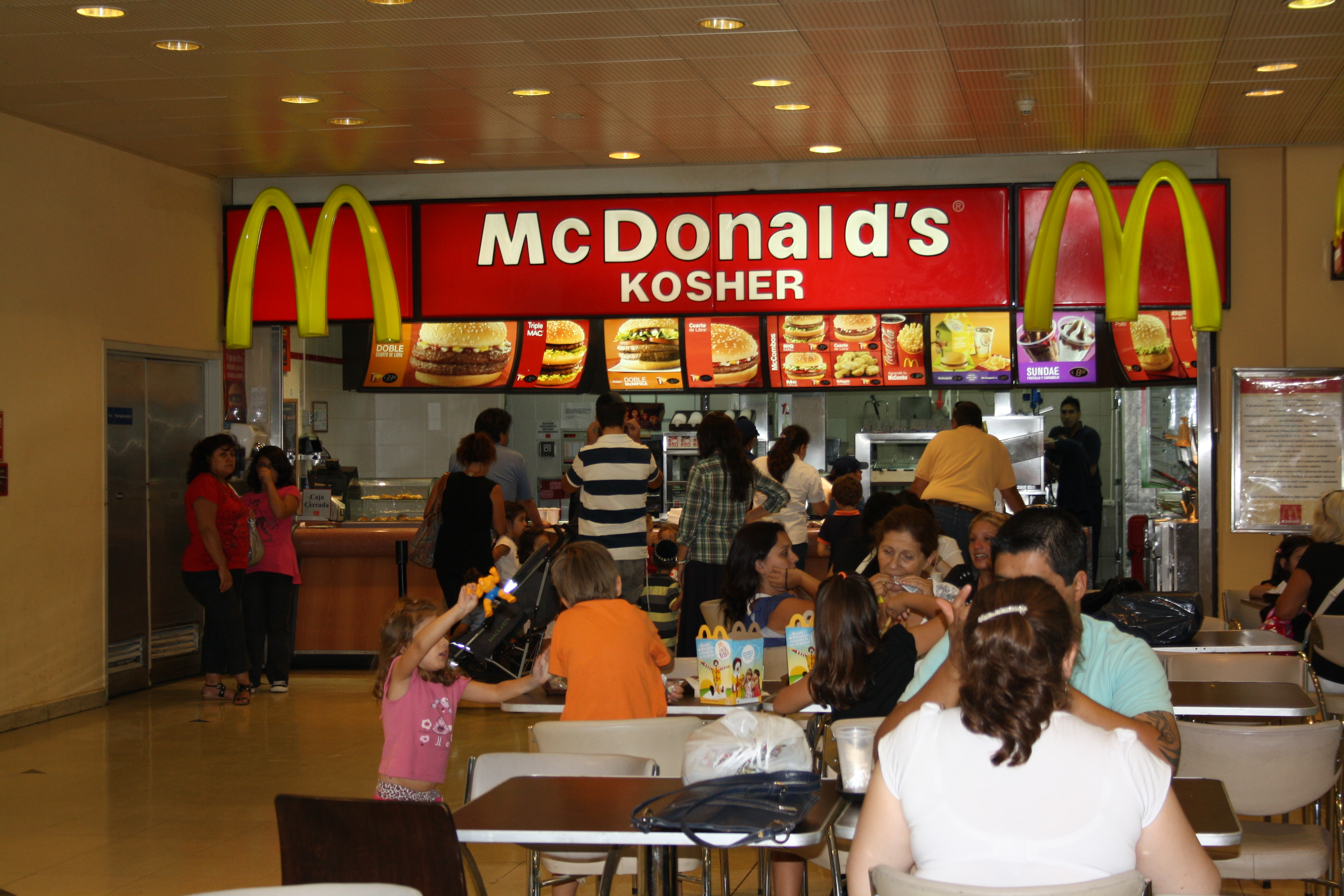
McDonald's Kosher din Buenos Aires (Argentina).

Kașrut (în ebraică כשרות) este ansamblul regulilor alimentației rituale din iudaism.
Cuvântul ebraic „kashér” כשר înseamnă „pregătit după ritual” și, în cazul mâncării, garantat de a fi conform unor standarde de legi religioase evreiești, unele extrem de detaliate și dificile pentru cei care nu sunt familiarizați cu ele.
Forma cușer sau, după altă transcripție, "kusher", reprezintă pronunțarea ebraică așkenazită obișnuită la evreii din România și în graiul limbii idiș vorbit în România a cuvântului ebraic כשר kashér. Evreii sefarzi îl cunosc pretutindeni, inclusiv în România, în pronunțarea ebraică standard - kașer sau kasher.
Majoritatea evreilor in lume nu mai respectă strict regulile alimentației rituale „cușer”, în ziua de azi. Totuși, alături de evreii practicanți ai religiei iudaice, evreii tradiționaliști și mulți din evreii laici, de pildă aproape două treimi din cei care locuiesc în Statul Israel, provenind atât din familii originare din Europa de est, din Balcani, din America, cât și din țările arabe și obișnuiți cu aceasta din casa părintească, preferă să urmeze încă, cel puțin în parte, regulile de bază ale alimentației rituale din casa părintească.
Unele probleme în aplicarea alimentației rituale au putut fi generate de abordarea și interpretarea regulilor de către diferitele școli de rabini ortodocși, așkenazit sau sefard.
O mare parte din evreii care au trecut prin Holocaust, sau, care au trăit în perioade grele din timpul regimului comunist au avut mari greutăți de "a ține" regulile mâncării cușer chiar dacă au vrut: în cazul celor deținuți în ghetouri sau lagăre ar fi fost fericiți să aibă destulă mâncare ca să supraviețuiască. În timpul unor perioade de represiune sau de ignorare a nevoilor religioase, de pildă, în timpul serviciului militar în diferite țări. după emancipare, o parte din evrei au fost expuși la necesitatea sau obligația de a se adapta la alimentația existentă. 
Totusi, evreii religioși au căutat în orice situație să nu încalce regulile alimentației kasher, care fac parte integrantă, esențială, de nedespărțit, din identitatea și credința lor.
Alimentația kasher poate fi certificată sau necertificată. Certificarea se face de către rabini și tribunale religioase autorizate.
În statul Israel alimentația în armată, în instituțiile statului inclusiv școli și spitale de stat, trebuie să fie kasher.
Unele grupuri de evrei foarte religioși (haredim, ultraortodocși) nu se mulțumesc cu strictețea alimentației rituale obișnuite, ca cea autorizată în Israel de rabinatul statului, al armatei sau de alți rabini ai iudaismului ortodox oficial. Ei consumă numai produse alimentare autorizate sub numele de „glatt kasher” sau kasher pentru „observanții cei mai stricți” (kasher le'mehadrim) și recunosc numai certificatele acordate de așa numitul tribunal religios de justiție „Badatz”- vezi de pildă:Certificare kosher badatz sau de rabini ultraortodocși în care au încredere.
Din contră, unii evrei laici sau tradiționaliști, obișnuiți cu alimentația evreiască tradițională, ca și unii evrei din curentele iudaice reformiste - conservativ și reformat, se mulțumesc cu declarații formale sau certificări neoficiale, de exemplu , ale unor supraveghetori de kashrut neautorizați de forurile iudaice ortodoxe.